# Anne Baltus
Pour les articles homonymes, voir Baltus.
Anne Baltus, née le 20 février 1956 à Jemappes (province de Hainaut), est une dessinatrice de bande dessinée.

## Biographie
Anne Baltus naît le 20 février 1956 à Jemappes,. À l'âge de 10 ans, elle habite Overijse et fait des études d'humanités à Etterbeek. Ensuite, elle s'inscrit dans la section architecture d'intérieur de l'Institut Saint-Luc de Bruxelles. Diplômée, elle trouve un emploi dans un bureau spécialisé. Pendant ses études, elle a fait la rencontre marquante de Claude Renard qui l'invite à suivre ses cours de bande dessinée à l'Atelier R. Elle y répond positivement, et de 1980 à 1982, elle y rencontre notamment Frédéric Bézian et Gérard Goffaux tout en ayant comme professeur François Schuiten,,. Après ces trois ans, elle garde le contact avec celui-ci, chez qui elle fait du baby-sitting. Elle publie ensuite de courts récits dans la revue (À suivre),,. Puis en 1991, elle publie Dolorès avec Benoît Peeters et Schuiten dans la collection « Studio (À Suivre) » aux éditions Casterman. Il met en scène un architecte qui enferme petit à petit dans son mode et sa folie une star de cinéma dont il est tombé amoureux. Finalement, elle livre avec Benoît Peeters un second roman graphique Calypso qui connaît une prépublication en trois chapitres dans le même magazine, l'album est publié dans la même collection en 1995.

### Vie privée
Anne Baltus vit à Bruxelles où elle exerce la profession d'architecte d'intérieur et parallèlement, elle élève sa fille Capucine, née en 1997, à laquelle elle consacre beaucoup de temps,.

## Publications

### Albums
- Dolorès[11], Casterman, coll. « Studio (À Suivre) », Tournai, janvier 1991
Scénario : François Schuiten et Benoît Peeters - Dessin : Anne Baltus - Couleurs : quadrichromie -  (ISBN 2-203-33836-9)
- Calypso[12],[13], Casterman, coll. « Studio (À Suivre) », Tournai, avril 1995
Scénario : Benoît Peeters - Dessin : Anne Baltus - Couleurs : quadrichromie -  (ISBN 2-203-38872-2)

### Comme coloriste
Elle est également coloriste pour l'album Loups d'Étienne Schréder, paru chez Arboris  (ISBN 9034410463).

#### Livres
: document utilisé comme source pour la rédaction de cet article.
- Jacques Fiérain, « Baltus, Anne », dans La BD à Bruxelles et en Brabant, Charleroi, Éd. l'Âge d'or, avril 2003, 144 p., ill. ; 31 cm (ISBN 9782960119664 et 2960119665, OCLC 470388171, présentation en ligne), p. 5. .
- Le 9e Rêve no 6, Bruxelles, Institut Saint-Luc de Bruxelles, École de recherche graphique, 2006, 144 p. (présentation en ligne), p. 24. .
- Nicolas Finet, (À suivre) 1978-1997, une aventure en bande dessinée, Bruxelles, Casterman, août 2004, 207 p., ill. ; 31 cm (ISBN 978-2-203-37005-0 et 220337005X, OCLC 470366156, présentation en ligne), p. 25.
- Suzanne Van Rokeghem, Jacqueline Aubenas et Jeanne Vercheval-Vervoort, Des femmes dans l'histoire en Belgique, Luc Pire Éditions, 2006, 303 p., ill. ; 28 cm (ISBN 9782874155239 et 2-87415-523-3, OCLC 470723855, présentation en ligne), p. 247. ,lire sur Google Livres
- Philippe Mellot, Michel Denni, Laurent Turpin et Isabelle Morzadec, Trésors de la bande dessinée : BDM 2021-2022 - Catalogue encyclopédique & Argus, Paris, Les Arènes, novembre 2020, 22e éd., 1700 p., ill. ; 23 cm (ISBN 9791037502582, OCLC 1240308146, présentation en ligne), p. 195, 352. .

#### Études
- Fabrice Leroy, « De la bande dessinée comme mosaïque: Calypso de Baltus et Peeters », Relief - Revue électronique de littérature française,‎ 2008, p. 424-452 (OCLC 1319609225, lire en ligne, consulté le 12 juin 2022).

#### Articles
- Didier Pasamonik, « "Dolores" de Benoît Peeters, François Schuiten et Anne Baltus adapté au cinéma », ActuaBD,‎ 30 mai 2016 (lire en ligne, consulté le 12 juin 2022).